# Badr Kachani
Badr Kachani (Settat, 2 gennaio 1990) è un calciatore marocchino, attaccante dell'AS Sale.

## Carriera
Ha giocato nella massima serie del campionato marocchino con FUS Rabat e Raja Casablanca; con quest'ultima ha preso parte alla Coppa del mondo per club FIFA 2013.

## Palmarès

### Competizioni nazionali
- Campionato marocchino di calcio: 1

Raja Casablanca: 2012-2013